# Megan Slankard
Megan Slankard (nacida el 15 de junio de 1983, Tracy, California) es una cantante y músico estadounidense.

## Vida
Slankard 20 años, ha vendido más de 25.000 CD en 100 ciudades de los Estados Unidos y Europa. Ella se auto-produjo su primer CD a los dieciocho años, y actualmente está trabajando duro terminando su cuarto CD con la ayuda de David Bryson (Counting Crows) y Jorge Becker (Pat Monahan).
La nueva versión es un disco vanguardista del rock alternativo, lleno de historias contadas desde una perspectiva única, y fue lanzado el 5 de marzo de 2011.
Sus grabaciones han recibido mucha atención de la industria: obtuvo en enero de 2009 el puesto Top 5 artistas en el Concurso Famecast.com y ganó el 2009 IMA Vox Populi por su cover de la canción de Paul Simon "América". Ella también fue seleccionado como finalista en el 2008 y 2009 del músico Atlas / Borders Books Independent Music Awards, seleccionada como semifinalista en 2007 Discmaker de Música Independiente de la Serie Mundial y el Concurso Internacional de Composición 2007.
Megan y su música han aparecido en el TLC "What Not to Wear", lo que generó compras por los espectadores de televisión que coloca su disco "Freaky Litle Story" en el puesto # 5 en Amazon.com listas de ventas de CD y en el Top-10 más vendido de la lista de CDBaby.com.
Además de la televisión, la música de Megan también ha sido presentado en CD recopilatorio de San Francisco. Ella ha aparecido en Rockgrl Magazine, Revista de búho, la síntesis, temas frescos y Mujeres In Rock, además de la revista Guitarra Acústica - cuyos editores denominada "Ponte en mi lugar poco Story" uno de sus álbumes más de 2005. Ella era una artista selección final de RPM directa Presenta: Volumen sin firmar Artistas 3 CD recopilatorio, una línea de A & R destacado artista, una canción y el artista de Cine de Spotlight, y, un café acústica artista destacado en el "One to Watch" programa de radio sindicado (patrocinado por el Concurso de Composición EE. UU.).
Slankard también coescribió y canto con David Knopfler la canción del álbum "Ship of Dreams".
Megan también ha exhibido en Boston (NEMO) y Toronto (NXNE), viajó tres veces como el apoyo de David Knopfler, pasando por Alemania e Inglaterra, y actuó en el festival internacional InGuitar en Zúrich (Suiza). Ella volverá a viajar después de la finalización del nuevo CD.

## Discografía
- A Little Extra Sun (2005 EP)